# Hygrophoropsis
Hygrophoropsis là một chi nấm trong họ Hygrophoropsidaceae.

## Danh sách loài
- Hygrophoropsis aurantiaca
- Hygrophoropsis flabelliformis
- Hygrophoropsis fuscosquamula
- Hygrophoropsis laevis
- Hygrophoropsis macrospora
- Hygrophoropsis olida
- Hygrophoropsis pallida
- Hygrophoropsis psammophila